# 台湾黄花茅
台湾黄花茅（学名：Anthoxanthum formosanum），为禾本科黄花茅属下的一个植物种。